# Zakonik dvanaest ploča
Zakonik dvanaest ploča (lat. Leges duodecim tabularum), ponekad i Zakon (ili Zakonik) dvanaest tablica, prva je i najvažnija kodifikacija rimskog građanskog prava.
Zakonik je bio urezan na brončane ploče i postavljen na rimskom forumu 451./450. god. pr. Kr. Ondje je stajao sve dok Gali nisu zapalili Rim oko 390. god. pr. Kr.

## Nastanak
Zakonikom dvanaest ploča počinje povijest rimskog privatnog prava.
Njegovu su izradu inicirali plebejci tijekom borbe protiv prava i samovolje patricija; u rukama patricija bile su sve pravne formule, te su ih oni držali u tajnosti. Plebejci su im se uvijek morali obraćati za pomoć i savjete, osjećali su se nesigurno i nisu vjerovali u nepristranost patricija. Fiksiranjem odredaba u pismu, dostupnom svima, došao je kraj samovolji patricija.
Etruščanski utjecaji na zakone nisu sigurni, ali je vidljiv utjecaj Grka. Naime, Rimljani su uputili grupu patricija u Grčku da se upozna sa Solonovim zakonima. Nakon toga izabrano je povjerenstvo od deset patricija (tzv. decemviri legibus scribundis) sa zadatkom da popiše zakone. Godine 451. pr. Kr. povjerenstvo je iznijelo pred skupštinu deset ploča zakona, koji su prihvaćeni, a iduće je godine dopunilo zakone te donijelo još dvije ploče zakona, također prihvaćenih.

## Područje i karakter
Zakonik sadržava pravila o privatnom, parbenom, kaznenom, javnom i sakralnom pravu.
Nikada nije ukinut te je ostao na snazi sve do Justinijanove kodifikacije.

## Forma
Jezik na pločama jest arhaičan. Izvorni tekst zakonika nije sačuvan; formulacije odredaba poznajemo iz citata antičkih pisaca (najpoznatiji od njih je Tit Livije).

## Sadržaj po pločama
Sadržaj na pločama dijeli se ovako:
1. ploča: pozivanje pred sud,
2. ploča: raspravljanje pred sudom,
3. ploča: ovrha,
4. ploča: obiteljsko pravo,
5. ploča: tutorstvo i nasljedno pravo,
6. ploča: vlasništvo i pravni poslovi,
7. ploča: susjedovi i međašni odnosi,
8. ploča: privatni delikti,
9. ploča: javni delikti i kazneni postupak,
10. ploča: redarstveni propisi i ius sacrum (sakralno pravo),
11. i 12. ploča: nadopune ostalim pločama.

## Poveznice
- Latinski tekstovi očuvanih fragmenata (Bibliotheca Augustana, Ulrich Harsch)